# 5910 Затопек
5910 Затопек (5910 Zátopek) — астероїд головного поясу, відкритий 29 листопада 1989 року.
Тіссеранів параметр щодо Юпітера — 3,588.
Названо на честь відомого чеського легкоатлета, 4-кратного олімпійського чемпіона Еміля Затопека (чеськ. Emil Zátopek, 1922–2000).